# LDS Mk1
Chronologie des modèles (1962 - 1965)
Aucun LDS Mk2
La LDS Mk1 est une monoplace de Formule 1 conçue par Doug Serrurier. À son volant, il participe notamment aux Grands Prix d'Afrique du Sud 1962 et 1963. La monoplace est également pilotée par Sam Tingle et Jackie Pretorius lors des Grands Prix de 1963 et 1965.

## Historique
Doug Serrurier s'engage seul pour son Grand Prix national en 1962 où se qualifie quatorzième puis abandonne au soixante-deuxième tour à cause d'un problème au niveau de son radiateur. 
L'année suivante, il renouvelle son engagement au Grand Prix automobile d'Afrique du Sud avec Sam Tingle. Serrurier se qualifie dix-huitième, derrière son coéquipier. Tingle abandonne au deuxième tour à cause d'un problème de transmission et Serrurier termine onzième, derrière Carel Godin de Beaufort. 
La LDS est une dernière fois engagée en Afrique du Sud en 1965, avec Sam Tingle et Jackie Pretorius. Tingle se qualifie vingtième et dernier qualifié tandis que Pretorius est non-préqualifié. Tingle finit la course treizième.